# Mummia Juanita
La Mummia Juanita (spagnolo: Momia Juanita), è il corpo congelato di una ragazza inca. Visse per circa 12-14 anni e morì tra il 1440 e il 1450. Fu uccisa con un colpo da arma contundente al cranio.
Fu scoperta sul vulcano Ampato (parte della cordigliera delle Ande), nel Perù meridionale nel 1995, dall'antropologo statunitense Johan Reinhard e dal collega peruviano Miguel Zárate. Nota anche come Vergine congelata, Signora di Ampato e Ragazza congelata, Juanita fu portata per un'esibizione negli Stati Uniti d'America nel 1996, e in Giappone nel 1999, prima di tornare in Perù.
Juanita è rimasta ottimamente conservata dopo 500 anni, il che la rende una delle più importanti scoperte recenti; questa scoperta fu scelta dal Time, nel 1995, come la settima tra le migliori dieci scoperte al mondo.
Quando fu originariamente pesata ad Arequipa, l'involucro che conteneva la mummia era di oltre 40 chili. Tentando di portarla sulla cima dell'Ampato, Reinhard e Zárate capirono che il peso era probabilmente dovuto al congelamento della carne. La conservazione permise ricerche biologiche sui tessuti di polmoni, fegato e muscoli. Queste prove offrirono nuove informazioni sulla salute e la nutrizione degli Inca durante il regno del Sapa Inca Pachacútec.
Il radiologo Elliot K. Fishman ha concluso che è stata uccisa da un trauma contusivo alla testa. Ha osservato che la rottura dell'orbita dell'occhio destro e la frattura di 5 cm nel cranio sono lesioni "tipiche di qualcuno che è stato colpito da una mazza da baseball". Il colpo causò una massiccia emorragia, riempiendole il cranio di sangue e spingendole il cervello da un lato. La morte per trauma alla testa era una tecnica comune di sacrificio dei bambini in quest'epoca, insieme allo strangolamento e al soffocamento mediante sepoltura da vivi.

## Scoperta dellaVergine congelata, Juanita
Johan Reinhard fece molte scalate su molte catene montuose, tra cui Himalaya (in Nepal), Alpi e Ande. Come archeologo studiò Machu Picchu, Chavín e le linee di Nazca. Come parte del suo progetto di archeologia a elevata altitudine, compì più di 200 ascensioni oltre i 5600 metri in quattro Stati andini prima di trovare la Vergine congelata nel 1995. Gli scavi effettuati su molti picchi della regione di Arequipa in Perù meridionale coinvolsero anche l'archeologo peruviano José Antonio Chávez. Questi monti erano le leggendarie dimore degli Apu, divinità che i peruviani temevano e adoravano fin da prima dell'arrivo degli Inca.
Nel settembre 1995, durante un'ascesa del monte Ampato (6288 metri), Reinhard e Zárate trovarono all'interno di un cratere un involucro caduto dal sito inca sovrastante. A causa dello scioglimento dovuto alla cenere vulcanica del vicino vulcano Sabancaya in eruzione, molti siti funerari inca erano finiti nei crateri. Per loro meraviglia, l'involucro conteneva la mummia perfettamente conservata di una giovanissima donna. Inoltre trovarono disseminati lungo il fianco della montagna numerosi oggetti che erano stati lasciati come offerta agli dei Inca; tra questi oggetti c'erano statue e cibo. Dopo un paio di giorni, il tutto fu portato ad Arequipa. Il corpo fu inizialmente tenuto in un congelatore presso l'Università Cattolica, dove Chávez era direttore del dipartimento di archeologia.
Il corpo stupì la comunità scientifica per l'ottimo stato di conservazione in cui si trovava. Tra maggio e giugno del 1996 fu esposto presso le sedi della National Geographic Society di Washington, in una teca climatizzata studiata dalla Carrier Corporation, la quale donò due di queste teche all'Università Cattolica. Nel numero di giugno 1996, il National Geographic conteneva un articolo dedicato alla scoperta di Juanita, e nel 2005 Reinhard pubblicò un racconto dettagliato della scoperta nel suo libro The Ice Maiden: Inca Mummies, Mountain Gods, and Sacred Sites in the Andes (Washington, National Geographic Society). La Vergine congelata è esposta per parte dell'anno presso il museo dei Santuari Andini (Museo Santuarios Andinos) dell'Università Cattolica ad Arequipa.